# 진정 (백제)
진정(眞淨, ?~?)은 백제 근초고왕(近肖古王) 때의 대신이자 외척으로 대성팔족(大姓八族) 중의 하나인 진(眞)씨 출신 귀족이다.

## 생애
347년(근초고왕 2) 봄 정월에 근초고왕에 의해 조정좌평(朝廷佐平)에 임명되었다.
진정은 근초고왕 비의 친척이었는데, 성품이 흉악하고 어질지 못하였고, 조정 일에 대해서는 잔소리가 많고 까다로운 성격이었으며, 권세를 믿고 함부로 행동하여 백성들이 그를 미워하였다고 한다.

## 가계
- 아버지 : 서산 진씨(瑞山 眞氏)
- 어머니 : 미상
  - 동생 : 진고도(眞高道)
  - 문신 : 진정(眞淨)

## 진정이 등장한 작품
- 《근초고왕》(KBS, 2010년~2011년, 배우 : 김효원)

## 같이 보기
- 진고도